# Parti libéral hongrois
Le Parti libéral hongrois (hongrois : Magyar liberális párt, prononcé [ˈmɒɟɒɾ ˈlibɛɾaːliʃ ˈpaːɾt], MLP) ou plus couramment, Les Libéraux (Liberálisok) est un parti politique libéral hongrois de centre droit. Il est fondé le 27 avril 2013 par Gábor Fodor, ancien dirigeant du Fidesz et de l'Alliance des démocrates libres (SzDSz), et est alors considéré comme l'héritier de la SzDSz. 
Le parti est actuellement présidé par Anett Bősz.

## Représentation parlementaire
Aux élections législatives de 2014, il a fait partie des organisations de gauche coalisées au sein de l'Unité (Összefogás), aux côtés du Parti socialiste hongrois (MSzP), de la Coalition démocratique (DK), d'Ensemble 2014 (Együtt 2014) et du Parti du dialogue pour la Hongrie (PM). Le parti compte un siège au sein de l'Assemblée nationale. 
Aux Élections législatives hongroises de 2022 le parti a perdu sa seule députée à l'Assemblée nationale.  